# Кастелучо Инфериоре
Кастелу̀чо Инферио̀ре (на италиански: Castelluccio Inferiore, на местен диалект Castëllùccë, Кастълучъ) е малко градче и община в Южна Италия, провинция Потенца, регион Базиликата. Разположено е на 495 m надморска височина. Населението на общината е 2152 души (към 2013 г.).